# Fins voetbalelftal in 1988
Het Fins voetbalelftal speelde in totaal elf interlands in het jaar 1988, waaronder twee wedstrijden in de kwalificatiereeks voor de WK-eindronde 1990 in Italië. De nationale selectie stond onder leiding van bondscoach Jukka Vakkila. De voormalige coach van Finlands olympische selectie was Martti Kuusela opgevolgd. Die had in het najaar van 1987 na zes jaar afscheid genomen als bondscoach van de nationale ploeg.

## Balans
| Wedstrijden | Wedstrijden | Wedstrijden | Wedstrijden | Doelpunten | Doelpunten | Doelpunten | Punten |
| Gespeeld    | Winst       | Gelijk      | Verlies     | Voor       | Tegen      | Saldo      | Punten |
| ----------- | ----------- | ----------- | ----------- | ---------- | ---------- | ---------- | ------ |
| 11          | 2           | 5           | 4           | 9          | 13         | –4         | 0.818  |

## Interlands
|                                                       |                                                 |       |                   |                                                                                     |
| 12 januari Vriendschappelijk № 446 «onderlinge duels» | Finland                                         | 2 – 0 | Tsjecho-Slowakije | Estadio Insular, Maspalomas Toeschouwers: 2.000 Scheidsrechter: Tomás Jiménez (ESP) |
| 12 januari Vriendschappelijk № 446 «onderlinge duels» | Mixu Paatelainen 11' (pen.) Jarmo Alatensiö 88' |       |                   | Estadio Insular, Maspalomas Toeschouwers: 2.000 Scheidsrechter: Tomás Jiménez (ESP) |

|                                                       |                 |       |         |                                                                                     |
| 15 januari Vriendschappelijk № 447 «onderlinge duels» | Zweden          | 1 – 0 | Finland | Estadio Insular, Maspalomas Toeschouwers: 4.129 Scheidsrechter: Tomás Jiménez (ESP) |
| 15 januari Vriendschappelijk № 447 «onderlinge duels» | Jonas Thern 31' |       |         | Estadio Insular, Maspalomas Toeschouwers: 4.129 Scheidsrechter: Tomás Jiménez (ESP) |

|                                                       |                                         |       |         |                                                                                      |
| 7 februari Vriendschappelijk № 448 «onderlinge duels» | Malta                                   | 2 – 0 | Finland | Ta' Qali Stadium, Ta' Qali Toeschouwers: 5.000 Scheidsrechter: Edgar Azzopardi (MLT) |
| 7 februari Vriendschappelijk № 448 «onderlinge duels» | Carmel Busuttil 32' Carmel Busuttil 35' |       |         | Ta' Qali Stadium, Ta' Qali Toeschouwers: 5.000 Scheidsrechter: Edgar Azzopardi (MLT) |

|                                                        |         |                                                       |         |                                                                                     |
| 13 februari Vriendschappelijk № 448 «onderlinge duels» | Tunesië | 0 – 3                                                 | Finland | Ta' Qali Stadium, Ta' Qali Toeschouwers: 1.000 Scheidsrechter: Patrick Fenech (MLT) |
| 13 februari Vriendschappelijk № 448 «onderlinge duels» |         | 35' Mika Lipponen 42' Mika Lipponen 74' Mika Lipponen |         | Ta' Qali Stadium, Ta' Qali Toeschouwers: 1.000 Scheidsrechter: Patrick Fenech (MLT) |

|                                                   |                   |       |                                                              |                                                                                  |
| 19 mei Vriendschappelijk № 449 «onderlinge duels» | Finland           | 1 – 3 | Colombia                                                     | Olympiastadion, Helsinki Toeschouwers: 5.548 Scheidsrechter: Franz Gächter (SUI) |
| 19 mei Vriendschappelijk № 449 «onderlinge duels» | Jari Rantanen 38' |       | 19' Jaime Arango 47' (pen.) René Higuita 63' Arnoldo Iguarán | Olympiastadion, Helsinki Toeschouwers: 5.548 Scheidsrechter: Franz Gächter (SUI) |

|                                                       |                 |       |                   |                                                                                            |
| 4 augustus Vriendschappelijk № 450 «onderlinge duels» | Finland         | 1 – 1 | Bulgarije         | Hietalahden Jalkapallostadion, Vaasa Toeschouwers: 5.823 Scheidsrechter: Kjell Norby (NOR) |
| 4 augustus Vriendschappelijk № 450 «onderlinge duels» | Marko Myyry 73' |       | 77' Atanas Pashev | Hietalahden Jalkapallostadion, Vaasa Toeschouwers: 5.823 Scheidsrechter: Kjell Norby (NOR) |

|                                                        |         |       |             |                                                                                           |
| 17 augustus Vriendschappelijk № 451 «onderlinge duels» | Finland | 0 – 0 | Sovjet-Unie | Kupittaan Jalkapallostadion, Turku Toeschouwers: 6.758 Scheidsrechter: Jan Damgaard (DEN) |
| 17 augustus Vriendschappelijk № 451 «onderlinge duels» |         |       |             | Kupittaan Jalkapallostadion, Turku Toeschouwers: 6.758 Scheidsrechter: Jan Damgaard (DEN) |

|                                                      |         |                                                                          |                |                                                                                |
| 31 augustus WK-kwalificatie № 452 «onderlinge duels» | Finland | 0 – 4                                                                    | West-Duitsland | Olympiastadion, Helsinki Toeschouwers: 31.693 Scheidsrechter: Vadim Zhuk (SUI) |
| 31 augustus WK-kwalificatie № 452 «onderlinge duels» |         | 6' Rudi Völler 15' Rudi Völler 52' Lothar Matthäus 86' Karl-Heinz Riedle |                | Olympiastadion, Helsinki Toeschouwers: 31.693 Scheidsrechter: Vadim Zhuk (SUI) |

|                                                     |                                                  |       |                                      |                                                                                     |
| 19 oktober WK-kwalificatie № 453 «onderlinge duels» | Wales                                            | 2 – 2 | Finland                              | Vetch Field, Swansea Toeschouwers: 9.603 Scheidsrechter: Gudmundur Haraldsson (ISL) |
| 19 oktober WK-kwalificatie № 453 «onderlinge duels» | Dean Saunders 24' (pen.) Aki Lahtinen 40' (e.d.) |       | 9' Kari Ukkonen 44' Mixu Paatelainen | Vetch Field, Swansea Toeschouwers: 9.603 Scheidsrechter: Gudmundur Haraldsson (ISL) |

|                                                       |         |       |         | |
| 3 november Vriendschappelijk № 454 «onderlinge duels» | Koeweit | 0 – 0 | Finland | Al-Sadaqua Walsalam Stadion, Koeweit-Stad Toeschouwers: 20.000 Scheidsrechter: Hassan Al-Hadda (KUW) |
| 3 november Vriendschappelijk № 454 «onderlinge duels» |         |       |         | Al-Sadaqua Walsalam Stadion, Koeweit-Stad Toeschouwers: 20.000 Scheidsrechter: Hassan Al-Hadda (KUW) |

|                                                       |         |       |         | |
| 6 november Vriendschappelijk № 455 «onderlinge duels» | Koeweit | 0 – 0 | Finland | Al-Sadaqua Walsalam Stadion, Koeweit-Stad Toeschouwers: 15.000 Scheidsrechter: Mohammed Shu'Aib (KUW) |
| 6 november Vriendschappelijk № 455 «onderlinge duels» |         |       |         | Al-Sadaqua Walsalam Stadion, Koeweit-Stad Toeschouwers: 15.000 Scheidsrechter: Mohammed Shu'Aib (KUW) |

## Statistieken
| Olli Huttunen          | 1960-08-04 | FC Haka Valkeakoski | 5  | 0 | 0 | 41 | 0 |
| Kari Laukkanen         | 1963-12-14 | Stuttgarter Kickers | 4  | 0 | 0 | 15 | 0 |
| Markku Palmroos        | 1960-08-27 | HJK Helsinki        | 1  | 0 | 0 |    |   |
| Jari Poutiainen        | 1966-08-29 | KuPS Kuopio         | 1  | 0 | 0 | 1  | 0 |
| Verdediging            |            |                     |    |   |   |    |   |
| Jari Europaeus         | 1962-12-29 | Östers IF           | 10 | 0 | 0 |    |   |
| Esa Pekonen            | 1961-11-04 | AIK Solna           | 9  | 0 | 0 |    |   |
| Erkka Petäjä           | 1964-02-13 | Östers IF           | 9  | 0 | 0 |    |   |
| Erik Holmgren          | 1964-12-17 | HJK Helsinki        | 7  | 0 | 0 |    |   |
| Aki Lahtinen           | 1958-10-31 | OPS Oulu            | 5  | 0 | 0 |    |   |
| Jyrki Hännikainen      | 1965-03-30 | TPS Turku           | 4  | 0 | 0 | 6  | 0 |
| Kari Rissanen          | 1966-08-29 | HJK Helsinki        | 3  | 0 | 0 |    |   |
| Ilkka Mäkelä           | 1963-06-25 | FC Haka Valkeakoski | 2  | 1 | 0 |    |   |
| Petri Sulonen          | 1953-06-20 | TPS Turku           | 1  | 0 | 0 |    |   |
| Erkki Valla            | 1964-09-08 | HJK Helsinki        | 0  | 2 | 0 |    |   |
| Middenveld             |            |                     |    |   |   |    |   |
| Marko Myyry            | 1967-09-15 | SV Meppen           | 7  | 2 | 1 |    |   |
| Jarmo Alatensiö        | 1963-11-09 | IK Brage            | 5  | 3 | 1 |    |   |
| Markus Törnvall        | 1964-12-31 | Reipas Lahti        | 5  | 0 | 0 |    |   |
| Markku Kanerva         | 1964-05-24 | HJK Helsinki        | 3  | 1 | 0 |    |   |
| Kari Ukkonen           | 1961-12-19 | RSC Anderlecht      | 3  | 0 | 1 |    |   |
| Mika Aaltonen          | 1965-11-16 | Bologna FC          | 2  | 1 | 0 |    |   |
| Jari Rinne             | 1964-05-04 | Kuusysi Lahti       | 2  | 0 | 0 |    |   |
| Pasi Tauriainen        | 1964-10-04 | RoPS Rovaniemi      | 1  | 2 | 0 |    |   |
| Jyrki Huhtamäki        | 1967-08-27 | MP Mikkeli          | 1  | 1 | 0 |    |   |
| Jouko Vuorela          | 1963-07-26 | HJK Helsinki        | 1  | 1 | 0 |    |   |
| Sami Ylä-Jussila       | 1969-10-07 | HJK Helsinki        | 1  | 0 | 0 | 1  | 0 |
| Aanval                 |            |                     |    |   |   |    |   |
| Ari Hjelm              | 1962-02-24 | Stuttgarter Kickers | 6  | 0 | 0 |    |   |
| Jari Rantanen          | 1961-12-31 | Leicester City      | 5  | 2 | 1 | 27 | 4 |
| Mika-Matti Paatelainen | 1967-02-03 | Dundee United       | 5  | 1 | 2 |    |   |
| Ismo Lius              | 1965-11-30 | Kuusysi Lahti       | 4  | 3 | 0 |    |   |
| Mika Lipponen          | 1964-05-09 | FC Twente           | 3  | 3 | 3 |    |   |
| Ari Valvee             | 1960-12-01 | FC Haka Valkeakoski | 2  | 2 | 0 | 45 | 9 |
| Kimmo Tarkkio          | 1966-01-15 | HJK Helsinki        | 1  | 2 | 0 |    |   |
| Juha Karvinen          | 1966-09-26 | KuPS Kuopio         | 1  | 1 | 0 |    |   |
| Seppo Nikkilä          | 1962-01-10 | Ilves Tampere       | 1  | 1 | 0 |    |   |
| Ari Tegelberg          | 1963-04-21 | RoPS Rovaniemi      | 1  | 1 | 0 |    |   |

Finse voetbalbond · A-internationals · Bondscoaches · Statistieken · Fins vrouwenelftal · Olympisch elftal · Finland U21 · Finland U20 · Finland U19 · Finland U18 · Finland U17 · Finland U16
1911 – 1919 ·
1920 – 1929 ·
1930 – 1939 ·
1940 – 1949 ·
1950 – 1959 ·
1960 – 1969 ·
1970 – 1979 ·
1980 – 1989 ·
1990 – 1999 ·
2000 – 2009 ·
2010 – 2019 ·
2020 − 2029
EK 2020
OS 1912 ·
OS 1936 ·
OS 1952 ·
OS 1980
1911 · 
1912 · 
1913 · 
1914 · 
1915 · 1916 · 1917 · 1918 · 
1919 · 
1920 · 
1921 · 
1922 · 
1923 · 
1924 · 
1925 · 
1926 · 
1927 · 
1928 · 
1929 · 
1930 · 
1931 · 
1932 · 
1933 · 
1934 · 
1935 · 
1936 · 
1937 · 
1938 · 
1939 · 
1940 · 
1941 · 
1942 · 
1943 · 
1944 · 
1945 · 
1946 · 
1947 · 
1948 · 
1949 · 
1950 · 
1952 · 
1952 · 
1953 · 
1954 · 
1955 · 
1956 · 
1957 · 
1958 · 
1959 · 
1960 · 
1961 · 
1962 · 
1963 · 
1964 · 
1965 · 
1966 · 
1967 · 
1968 · 
1969 · 
1970 · 
1971 · 
1972 · 
1973 · 
1974 · 
1975 · 
1976 · 
1977 · 
1978 · 
1979 · 
1980 · 
1981 · 
1982 · 
1983 · 
1984 · 
1985 · 
1986 · 
1987 · 
1988 · 
1989 · 
1990 · 
1991 · 
1992 · 
1993 · 
1994 · 
1995 · 
1996 · 
1997 · 
1998 · 
1999 · 
2000 · 
2001 · 
2002 · 
2003 · 
2004 · 
2005 · 
2006 · 
2007 · 
2008 · 
2009 · 
2010 · 
2011 · 
2012 · 
2013 · 
2014 · 
2015 · 
2016 · 
2017 · 
2018 ·
2019 ·
2020
Albanië ·
Algerije ·
Andorra ·
Armenië ·
Azerbeidzjan ·
Bahrein ·
Barbados ·
België ·
Bermuda ·
Bolivia ·
Bosnië en Herzegovina ·
Brazilië ·
Bulgarije ·
Canada ·
Chili ·
China ·
Colombia ·
Costa Rica ·
Cyprus ·
Denemarken ·
DDR ·
(West-)Duitsland ·
Ecuador ·
Egypte ·
Engeland ·
Estland ·
Faeröer ·
Frankrijk ·
Georgië ·
Griekenland ·
Honduras ·
Hongarije ·
Ierland ·
IJsland ·
India ·
Irak ·
Israël ·
Italië ·
Japan ·
Jemen ·
Joegoslavië ·
Jordanië ·
Kameroen ·
Kazachstan ·
Koeweit ·
Kosovo ·
Kroatië ·
Letland ·
Liechtenstein ·
Litouwen ·
Luxemburg ·
Maleisië ·
Malta ·
Marokko ·
Mexico ·
Moldavië ·
Montenegro ·
Nederland ·
Noord-Ierland ·
Noord-Korea ·
Noord-Macedonië ·
Noorwegen ·
Oekraïne · 
Oman ·
Oostenrijk ·
Peru ·
Polen ·
Portugal ·
Qatar ·
Roemenië ·
Rusland ·
San Marino ·
Saoedi-Arabië ·
Schotland ·
Servië ·
Servië en Montenegro ·
Singapore ·
Slovenië ·
Slowakije ·
Sovjet-Unie ·
Spanje ·
Thailand ·
Trinidad en Tobago ·
Tsjechië ·
Tsjecho-Slowakije ·
Tunesië ·
Turkije ·
Uruguay ·
Verenigde Arabische Emiraten ·
Verenigde Staten ·
Wales ·
Wit-Rusland ·
Zuid-Korea ·
Zweden ·
Zwitserland
België (2021) · 
Denemarken (2021) · 
Rusland (2021)